# Яндек
Янде́к (баш. Йәндек) — деревня в Белорецком районе Башкортостана России, относится к Серменевскому сельсовету. 

## История
Официально образована в 2006 году (Закон Республики Башкортостан от 21.06.2006 № 329-З «О внесении изменений в административно-территориальное устройство Республики Башкортостан в связи с образованием, объединением, упразднением и изменением статуса населенных пунктов, переносом административных центров», ст. 1).

## Население
| 2002 | 2009 | 2010 |
| ---- | ---- | ---- |
| 31   | ↘24  | ↘23  |

## Инфраструктура
В деревне одна улица: Станционная.
Железнодорожная станция Серменево Куйбышевской железной дороги.